# Базилика Сан-Марино
Бази́лика Сан-Мари́но — главный храм города Сан-Марино. Посвящён покровителю города и государства святому Марину. Базилика выполнена в стиле неоклассицизма, с портиком из восьми коринфских колонн. На фронтоне, над колоннами, написано «DIVO MARINO PATRONO ET LIBERTATIS AUCTORI SEN. P.Q.» (с лат. — «Святому Марину, покровителю, принесшему свободу. Сенат и народ»).
В 2008 году вместе с историческим центром Сан-Марино включена в список Всемирного наследия ЮНЕСКО.
Базилика изображена на десятицентовой монете выпуска Сан-Марино.

## История
На месте, где сейчас находится базилика, с IV века стояла церковь с баптистерием (пьеве), посвящённая святому Марину. Первое упоминание о ней относится к 530 году. С 1113 года она упоминается как церковь святого Марина.

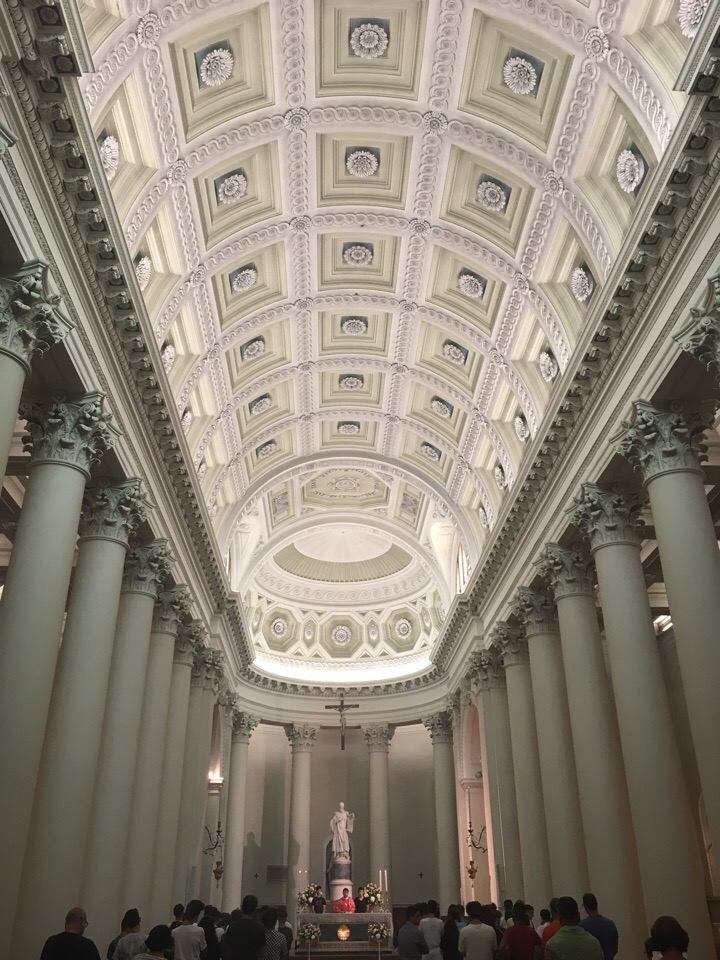
Внутреннее убранство базилики

К 1800-м годам церковь настолько обветшала, что в 1807 году пришлось её снести и начать строительство базилики, для чего в Сан-Марино был приглашён болонский архитектор Акилле Серра. 24 июля 1825 года Генеральный совет Сан-Марино принял решение о строительстве новой церкви на месте старой. Строительство началось 28 июля 1826 года и продолжалось до 1838 года. 5 февраля 1838 года церковь была освящена в присутствии епископа Монтефельтро, Криспино Агостинуччи, и двух капитанов-регентов Сан-Марино. 21 июля 1926 года папа Пий XI присвоил ей статус малой базилики. 29 августа 1982 года собор посетил папа Иоанн Павел II, поклонившийся мощам святого Марина.

## Устройство

Внутри храма

Интерьер базилики состоит из трёх нефов, образованных шестнадцатью коринфскими колоннами, стоящими полукругом в апсиде. На главном алтаре стоит статуя святого Марина работы ученика Кановы, Адамо Тадолини. Под алтарём хранится часть мощей святого, обнаруженных в 1586 году. Другая часть в 1595 году была передана в Далмацию, на остров Раб, место его рождения. В соборе также находится Трон регента, сделанный в 1600-х годах.